# Copa Governador do Estado da Bahia de 2009
A Copa Governador do Estado da Bahia de 2009 foi uma competição de futebol realizada na Bahia. Teve como campeão o Fluminense de Feira, que venceu o Vitória da Conquista na final, em resultado agregado, por 2 a 1.

## Regulamento
Os seis clubes participantes se dividiriam em dois grupos e se enfrentariam, equipes do Grupo 1 contra as do Grupo 2, em partidas de ida e volta. Os dois melhores classificados de cada grupo avançariam à próxima fase, que seria disputada em mata-mata, começando por semifinais, sempre com jogos de ida e volta.

## Fase de grupos

### Classificação
| Equipe | Equipe               | Pts | J | V | E | D | GP | GC | SG |
| ------ | -------------------- | --- | - | - | - | - | -- | -- | -- |
| 1      | Vitória da Conquista | 10  | 6 | 3 | 1 | 2 | 9  | 7  | +2 |
| 2      | Bahia de Feira       | 9   | 6 | 2 | 3 | 1 | 5  | 4  | +1 |
| 3      | Bahia                | 8   | 6 | 2 | 2 | 2 | 12 | 13 | -1 |

| Equipe | Equipe              | Pts | J | V | E | D | GP | GC | SG |
| ------ | ------------------- | --- | - | - | - | - | -- | -- | -- |
| 1      | Fluminense de Feira | 13  | 6 | 4 | 1 | 1 | 11 | 6  | +5 |
| 2      | Itabuna             | 5   | 6 | 1 | 2 | 3 | 9  | 11 | -2 |
| 3      | Vitória             | 3   | 6 | 0 | 3 | 3 | 4  | 9  | -5 |

### Jogos
|                      | BAH | BFE | FLU | ITA | VIT | VCO |
| -------------------- | --- | --- | --- | --- | --- | --- |
| Bahia                | –   | –   | 1–4 | 5–4 | 4–2 | –   |
| Bahia de Feira       | –   | –   | 0–2 | 0–0 | 1–1 | –   |
| Fluminense de Feira  | 1–0 | 0–2 | –   | –   | –   | 2–1 |
| Itabuna              | 2–2 | 0–1 | –   | –   | –   | 3–1 |
| Vitória              | 0–0 | 1–1 | –   | –   | –   | 0–1 |
| Vitória da Conquista | –   | –   | 2–2 | 2–0 | 2–0 | –   |

## Fase final
|  | Semifinais           | Semifinais          | Semifinais | Semifinais |   |                      | Final | Final | Final | Final |
|  |                      |                     |            |            |   |                      |       |       |       |       |
|  | Bahia de Feira       | 1                   | 0          | 1          |   |                      |       |       |       |       |
|  | Vitória da Conquista | 1                   | 2          | 3          |   |                      |       |       |       |       |
|  | Vitória da Conquista | 1                   | 2          | 3          |   | Vitória da Conquista | 0     | 1     | 1     |       |
|  |                      |                     |            |            |   | Vitória da Conquista | 0     | 1     | 1     |       |
|  |                      | Fluminense de Feira | 0          | 2          | 2 |                      |       |       |       |       |
|  | Itabuna              | Fluminense de Feira | 0          | 2          | 2 | 0                    | 1     | 1     |       |       |
|  | Itabuna              |                     |            |            |   | 0                    | 1     | 1     |       |       |
|  | Fluminense de Feira  | 2                   | 0          | 2          |   |                      |       |       |       |       |

### Semifinais
Jogos de ida
| 14 de novembro | Bahia de Feira | 1 - 1     | Vitória da Conquista | Estádio Joia da Princesa                           |
| 18:00          | Bruninho 17'   | Relatório | 67' Bráz             | Público: 48 Árbitro: BA Lúcio José Silva de Araújo |

| 14 de novembro | Itabuna | 0 - 2     | Fluminense de Feira      | Estádio Itabunão                               |
| 19:00          |         | Relatório | 22' Everlan · 48' Jalnir | Público: 105 Árbitro: BA Rosalvo da Silva Mota |

Jogos de volta
| 18 de novembro | Vitória da Conquista      | 2 - 0     | Bahia de Feira | Estádio Lomantão                                     |
| 20:30          | Diogo 14' · Tiaguinho 29' | Relatório |                | Público: 803 Árbitro: BA Arilson Bispo da Anunciação |

| 18 de novembro | Fluminense de Feira | 0 - 1     | Itabuna   | Estádio Joia da Princesa                           |
| 20:30          |                     | Relatório | 36' Sodré | Público: 507 Árbitro: BA Manoel Nunes Lopo Garrido |

### Final
Jogo de ida
| 22 de novembro  | Vitória da Conquista | 0 - 0     | Fluminense de Feira | Estádio Lomantão                                    |
| 16:00 Histórico |                      | Relatório |                     | Público: 1,179 Árbitro: BA Gleidson Santos Oliveira |

Jogo de volta
| 26 de novembro  | Fluminense de Feira      | 2 - 1     | Vitória da Conquista | Estádio Joia da Princesa                          |
| 20:30 Histórico | Jalnir 25' · Sadrack 32' | Relatório | 27' Bráz             | Público: 3,050 Árbitro: BA Jaílson Macedo Freitas |

| Campeão da Copa Governador do Estado |
| ------------------------------------ |
| Fluminense de Feira                  |

## Artilharia
| Gols | Jogador      | Clube                |
| ---- | ------------ | -------------------- |
| 5    | Diogo        | Vitória da Conquista |
| 4    | Ermínio      | Fluminense de Feira  |
| 4    | Sodré        | Itabuna              |
| 3    | Helder       | Bahia                |
| 3    | Noberto      | Bahia                |
| 2    | 10 jogadores | 10 jogadores         |
| 1    | 21 jogadores | 21 jogadores         |